# Panthera onca arizonensis
El jaguar de Arizona (Panthera onca arizonensis ) es una subespecie de jaguar (Panthera onca).

## Distribución
Se encontraba desde el suroeste de los Estados Unidos (Arizona y Nuevo México) hasta Sonora (noroeste de México). En Arizona llegó a vivir en el Gran Cañón del río Colorado e incluso algunos ejemplares lograron penetrar en California (el último registro tuvo lugar en Palm Spring en 1860).

## Cerca de la extinción
Los dos últimos ejemplares de esta subespecie habían sido exterminados en Arizona en los años 1971 y 1986. Sin embargo, algunos jaguares fueron vistos recientemente en Arizona, como El Jefe.